# 오필리아 (위성)
오필리아(영어: Ophelia)는 천왕성의 위성으로, 지름 54 × 38 × 38km의 작은 위성이다. 1986년 1월 20일 보이저 2호가 발견하였으며, 임시 이름은 위성 코델리아(S/1986 U 7)에 이어 1986 U8로 명명되었다. 천왕성의 양치기 위성이다.

## 같이 보기
- 천왕성의 위성